# Arkansobius lamprus
Arkansobius lamprus är en mångfotingart som beskrevs av Chamberlin 1938. Arkansobius lamprus ingår i släktet Arkansobius och familjen stenkrypare. Inga underarter finns listade i Catalogue of Life.